# Estado Islâmico no Grande Saara
Estado Islâmico no Grande Saara é uma organização militar e terrorista de ideologia salafita jihadista, surgida em 15 de maio de 2015 a partir de uma cisão da al-Mourabitoune. O grupo jura lealdade ao Estado Islâmico e ao seu "califa", Abu Bakr al-Baghdadi, que oficialmente o reconhece em 30 de outubro de 2016.
Suas forças operam em países do noroeste da África, como Mali (onde fica seu centro de operações), Níger e Burkina Faso. Seu líder é Adnan Abu Walid al-Sahrawi, um nativo do Saara Ocidental.

## Antecedentes e fundação
O grupo jihadista al Murabitun surge em 22 de agosto de 2013 a partir da fusão do Movimento para a Unidade e a Jihad na África Ocidental (MUJAO) e do Al-Mulathameen. Porém em 13 de maio de 2015, um dos dois componentes da al Murabitun anunciou lealdade ao Estado Islâmico em um comunicado assinado pelo emir Walid Abu Sahraoui. Dois dias depois, Mokhtar Belmokhtar nega a aliança do al Murabitun com o Estado Islâmico e declara que o comunicado de Al-Sahraoui "não emana do Conselho da Shura". Walid Abu Sahraoui denomina seu grupo de "Estado Islâmico no Grande Saara", mas durante vários meses não recebe resposta do califado. Finalmente, em 30 de outubro de 2016, o Estado Islâmico reconhece oficialmente sua aliança com o grupo de Al-Sahraoui.

## Organização
O grupo é dirigido por Adnane Abou Walid Al-Sahraoui. No início de 2017, Marc Mémier, pesquisador do Instituto Francês de Relações Internacionais (IFRI), estima que o Estado Islâmico no Grande Saara possua algumas dezenas de homens - sem mencionar os simpatizantes - principalmente os malianos da região de Gao. No final de 2015, a RFI indica que o número de combatentes que prestaram juramento ao Estado Islâmico seria de aproximadamente uma centena. O grupo está baseado na região de Gao, perto de Ménaka.